# Назо
На̀зо (на италиански: Naso; на сицилиански: Nasu, Назу) е малко градче и община в Южна Италия, провинция Месина, автономен регион и остров Сицилия. Разположено е на 490 m надморска височина. Населението на общината е 4070 души (към 2011 г.).